# Rancho Nuevo, Apulco
Rancho Nuevo är en ort i Mexiko.   Den ligger i kommunen Apulco och delstaten Zacatecas, i den centrala delen av landet, 400 km nordväst om huvudstaden Mexico City. Rancho Nuevo ligger 1 990 meter över havet och antalet invånare är 124.
Terrängen runt Rancho Nuevo är kuperad västerut, men österut är den platt. Runt Rancho Nuevo är det ganska glesbefolkat, med 32 invånare per kvadratkilometer. Närmaste större samhälle är Teocaltiche, 15,0 km sydost om Rancho Nuevo. I omgivningarna runt Rancho Nuevo växer huvudsakligen savannskog.